# Seongju-gun
Seongju es un condado en el norte de la provincia de Gyeongsang del Norte, Corea del Sur. Esta zona principalmente agrícola se encuentra inmediatamente al oeste de la ciudad metropolitana de Daegu. 

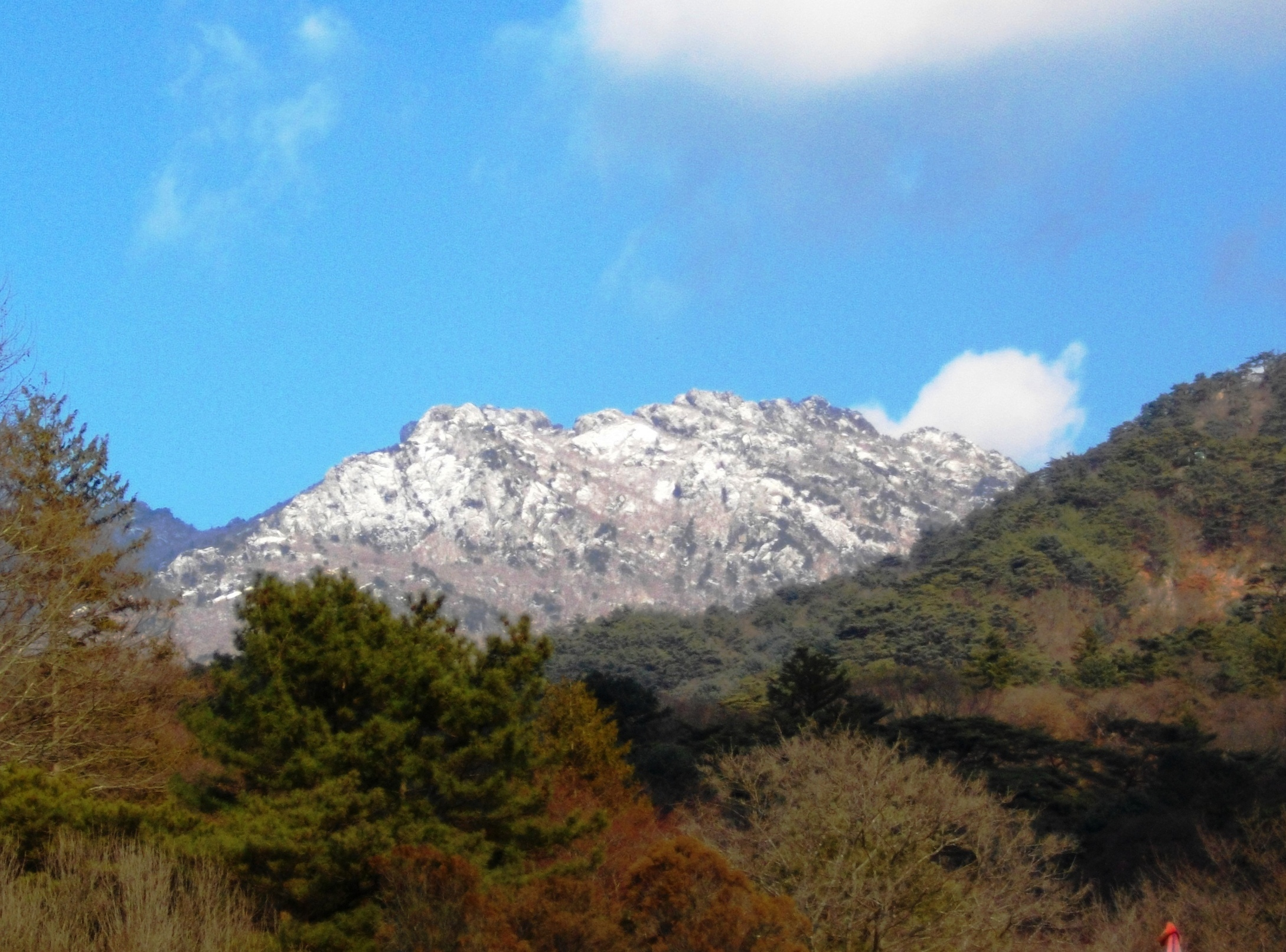
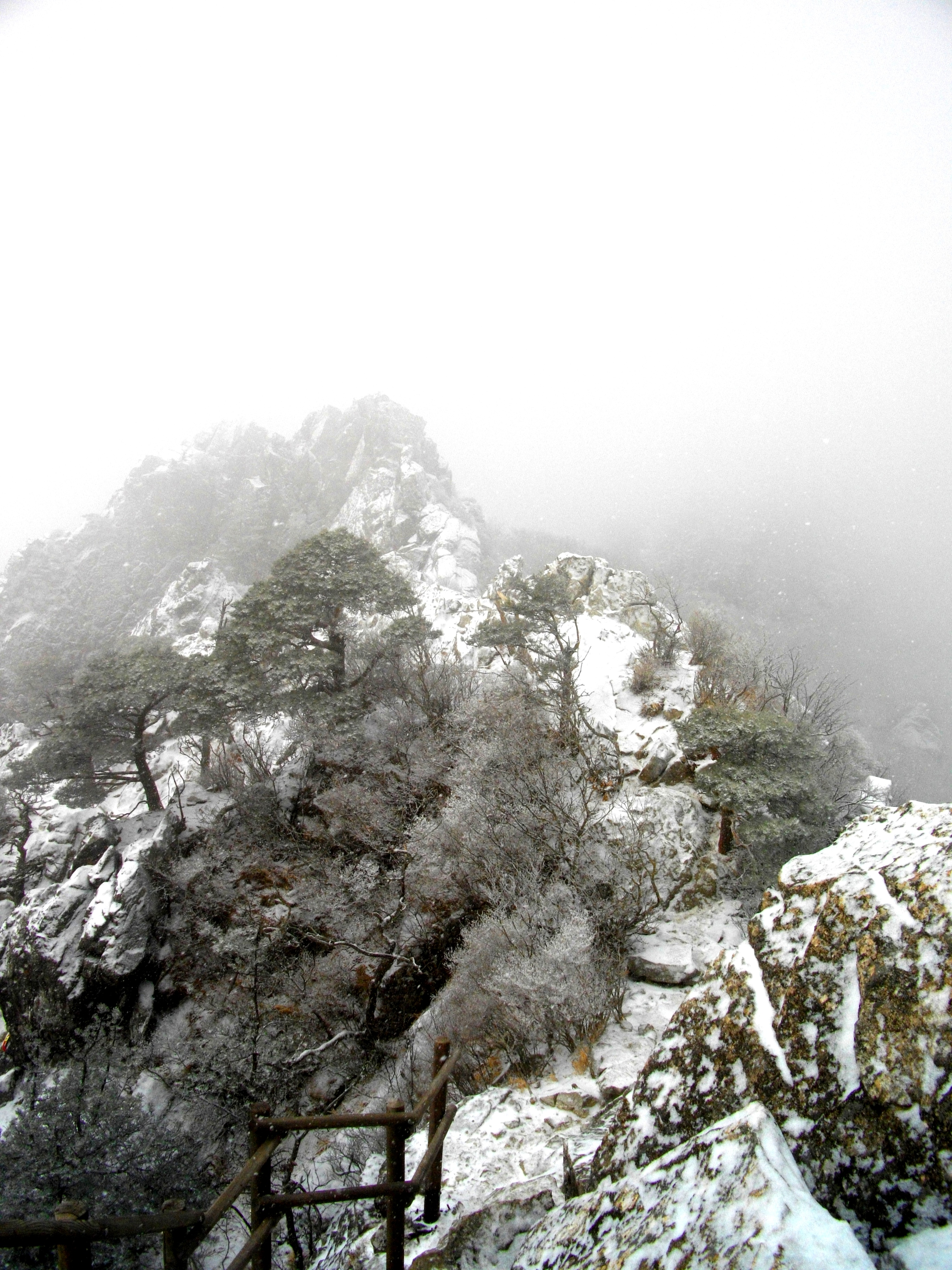